# コート・ホテルズ・アンド・リゾーツ
The Court株式会社（ザ・コート）は、東京都港区に本社を置く、日本のホテル運営会社である。
2019年7月に復星国際をスポンサーとするイデラ・キャピタルマネジメントの傘下となる。

## 沿革
- 1984年2月22日 - 株式会社マルコーのホテル部門として創業（1号店 マルコーイン・東京開業）。
- 2006年1月13日 - 設立。
- 2007年4月1日 - 名称を「マルコーイン」としていたホテルを「コートホテル」に変更。
- 2016年2月5日 - 新ブランド「EN」を渋谷にオープン。
- 2018年～2020年 - 「EN」ブランドホテルを藤沢、京都にてオープン。
- 2019年7月 - イデラキャピタルマネジメントの傘下に入る。
- 2023年7月 - 福島県北塩原村のリゾート施設「グランデコリゾート」の譲渡を東急不動産より受けて運営開始。

## ホテル一覧
- 北海道
  - コートホテル旭川（北海道） - 旧ホテルリソル旭川
- 関東
  - EN RESORT Grandeco Hotel（福島県）- 旧裏磐梯グランデコ東急ホテル
  - コートホテル水戸（茨城県）
  - SHIBUYA HOTEL EN（東京都） - 旧:渋谷シティホテル
  - コートホテル新横浜（神奈川県）
  - FUJISAWA HOTEL EN（神奈川県） - 旧:藤沢ホテル
  - EN RESORT Re'Cove Hakone（神奈川県）[1]
- 中部
  - コートホテル新潟（新潟県）
  - EN HOTEL Hamamatsu（静岡県）- 旧コートホテル浜松
  - EN HOTEL Ise（三重県）- 旧伊勢シティホテルアネックス
- 関西
  - EN HOTEL Kyoto（京都府） - 旧コートホテル京都四条
- 中国
  - EN HOTEL Hiroshima（広島県）-旧コートホテル広島
- 九州・沖縄
  - EN HOTEL Hakata（福岡県）旧-コートホテル博多駅前
  - コートホテル福岡天神（福岡県）
  - EN RESORT Kumejima EEF Beach Hotel（沖縄県）
  - ホテルイーストチャイナシー（沖縄県）

## 過去に運営していたホテル
- マルコーイン・東京 （現 ザ・ビー三軒茶屋）
- ガーデンホテル成田 （現 インターナショナルガーデンホテル成田） - イシン・ホテルズ・グループに売却
- コートホテル倉敷
- ヴァリエホテル天神
- ヴァリエホテル広島